# برهمکنش الکتروضعیف
در فیزیک ذرات، برهم‌کنش الکتروضعیف یا نیروی الکتروضعیف (به انگلیسی: electroweak interaction) توصیفی برای یکپارچه سازی دو نیرو از چهار نیروی بنیادی طبیعت است. این دو نیرو عبارتند از نیروی الکترومغناطیسی و نیروی هسته‌ای ضعیف.
اگرچه این دو نیرو در انرژی‌های پایین کاملاً متفاوت رفتار می‌کنند، اما در انرژی‌هایی با گستره ۱۰۰ گیگا الکترون ولت یکی می‌شوند که به آن نیروی الکتروضعیف گفته می‌شود؛ بنابراین زمانی که محیط (جهان) به حد کافی داغ باشد (تقریباً ۱۰۱۵ کلوین - مانند مدت زمان کوتاهی پس از مهبانگ)، این دو نیرو یکی شده و به نام نیروی الکتروضعیف عمل می‌نمایند.
از افرادی که بر روی یکپارچه سازی این دو نیرو کار کرده‌اند، می‌توان به عبدالسلام، شلدون گلاشو و استیون واینبرگ اشاره کرد که برای کارشان برنده جایزه نوبل فیزیک در سال ۱۹۷۹ میلادی شدند.